# Histoire du projet de la Baie-James
L'histoire du projet de la Baie-James couvre une période de 40 ans de l'histoire du Québec contemporain. À la fois une infrastructure énergétique destinée à satisfaire aux besoins croissants, un projet de développement économique, ainsi qu'un plan directeur d'un territoire immense, le projet de la Baie-James et ses aspects organisationnels, sociaux, environnementaux ainsi que les choix techniques des promoteurs, Hydro-Québec et sa filiale la Société d'énergie de la Baie James, ont régulièrement défrayé la chronique depuis l'annonce du « projet du siècle ».

## Description générale
Le projet de la Baie-James désigne une série d'aménagements hydroélectriques qui ont été construits pour Hydro-Québec par la Société d'énergie de la Baie James dans le bassin versant de la Grande Rivière et d'autres rivières du Nord-du-Québec depuis 1973. La puissance installée des neuf centrales en service atteignait  16 527 mégawatts (MW) à la fin de 2010. Deux centrales en construction, Eastmain-1-A (768 MW) et de la Sarcelle (150 MW) porteront la capacité du complexe à 17 445 MW d'ici la fin de 2012.
La construction du complexe hydroélectrique a nécessité l'aménagement des bassins versants de plusieurs des principales rivières du nord du Québec, dont celui de La Grande Rivière sur lequel sont érigées les principales installations du complexe. Au nord-est, le bassin supérieur de la rivière Caniapiscau et une partie du bassin de la Grande rivière de la Baleine sont dérivés vers La Grande Rivière par le détournement Laforge. Au sud-est, une partie des débits des rivières Sakami, Opinaca, Eastmain et Rupert alimentent le réservoir Robert-Bourassa et les nouvelles centrales de l'Eastmain.
Les travaux d'aménagement se sont déroulés au cours de trois grandes phases. La Phase 1, construite de 1973 à 1985 au coût de 13,7 milliards de dollars canadiens comprenait l'aménagement des trois plus grandes centrales du complexe et des détournements Caniapiscau et Eastmain-Opinaca-La Grande (EOL). la Phase 2, réalisée entre 1987 et 1996 ajoutait cinq centrales, y compris la centrale La Grande-1, prévue à l'origine dans la phase 1, le suréquipement de La Grande-2 et trois centrales dans le secteur compris entre le réservoir de Caniapiscau et le réservoir de La Grande-4. La troisième phase, amorcée en 2002, consiste en l'aménagement de trois nouvelles centrales, Eastmain-1, Eastmain-1-A et de la Sarcelle, ainsi que dérivation partielle de la rivière Rupert.

## Exploration

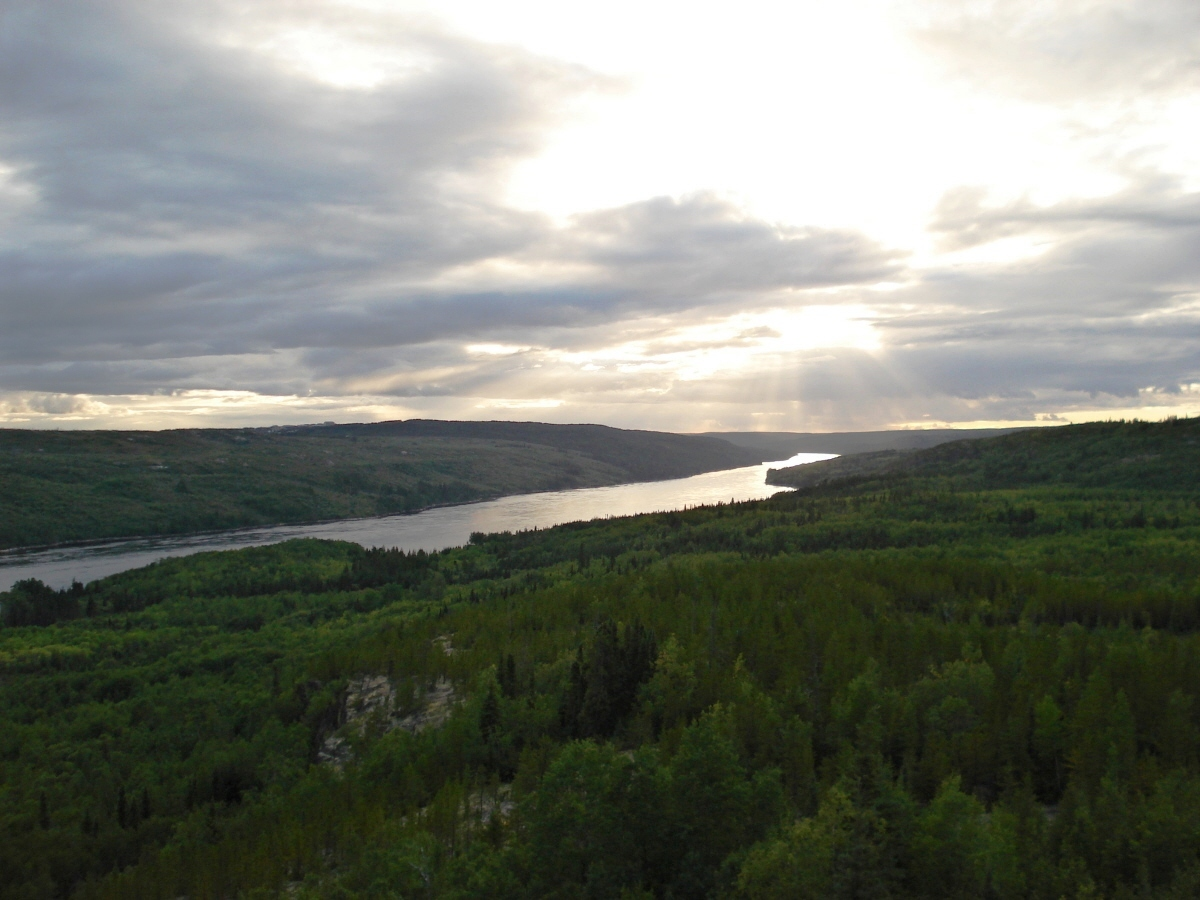
La rivière La Grande, près de Radisson.

### XVIIesiècle
Habitée par les Cris et Inuits depuis des millénaires, la région de la baie James est connue des Européens depuis le début du XVIIe siècle. En 1610, Henry Hudson l'atteint et y passe l'hiver. En 1631, une expédition mène Thomas James et Luke Foxe à la baie d'Hudson. Foxe retourne en Angleterre et James établit ses quartiers d'hiver à l'île Charlton, située à l'embouchure de la rivière Rupert.
En 1660, Pierre-Esprit Radisson et Médard Chouart des Groseilliers sont informés de l'existence de la région au retour d'un voyage de traite dans la région du lac Supérieur. Accusés par la France d'avoir violé la loi de permission régissant la traite des fourrures, Radisson et des Groseilliers proposent leurs services à l'Angleterre. Après avoir rencontré le prince Rupert, ils repartent avec deux navires. Pendant que Radisson est forcé de rebrousser chemin, des Groseilliers atteint la baie d'Hudson. Son succès convainc le roi Charles II d'émettre une charte royale créant la Compagnie de la baie d'Hudson, le 2 mai 1670.
La France et ses représentants en Amérique ne sont pas inactifs. En 1661, le gouverneur de la Nouvelle-France envoie deux Jésuites, les pères Claude Dablon et Gabriel Druillettes. L'expédition revient bredouille, mais le sujet de la «mer du Nord» continue d'intriguer Dablon, qui étudie l'hydrographie de la Nouvelle-France. Cet intérêt est partagé par l'intendant Jean Talon, dont les politiques favorisent l'expansion territoriale et la diversification économique de la colonie. Comme le rapporte la Relation des Jésuites de 1671-72, le père Charles Albanel part de Québec le 6 août 1671 et rejoint deux compagnons à Tadoussac. Ils traversent le lac Saint-Jean, où ils sont informés par des Attikameks que des navires anglais se trouvaient à la baie d'Hudson. S'ensuivent des délais et l'expédition hiverne à un endroit qui n'est pas précisé. Les explorateurs se remettent en route et atteignent le lac Nemiscau à la fin juin. Ils empruntent ensuite la rivière Rupert et deviennent les premiers Européens à atteindre la baie James par voie terrestre.

### Potentiel hydraulique
Entre 1950 et 1959, une équipe dirigée par H. M. Finlayson réalise des campagnes de relevés hydrologiques sur les rivières Nottaway, Broadback et Rupert — connues collectivement sous l'abréviation NBR —, pour le compte de la Shawinigan Water and Power Company. Parmi les scénarios envisagés par les ingénieurs de la Shawinigan figurait la possibilité de détourner des eaux qui se jettent dans la baie James, vers le Saint-Maurice et le bassin hydrographique du Saint-Laurent.
En nationalisant la Shawinigan en 1963, l'entreprise publique Hydro-Québec devient l'employeur de Finlayson et hérite de ses études préliminaires sur le potentiel hydroélectrique des rivières de la baie James,. Cependant, les projets de développement hydroélectrique des chutes Churchill, au Labrador, et de la rivière Manicouagan, sur la Côte-Nord, s’avérant plus faciles à réaliser à moyen terme, la société d'État ne consacre que peu de ressources au développement des rivières du Nord du Québec. En 1965, Hydro-Québec reprend le programme d'exploration des rivières du nord et les relevés hydrographiques dans les régions situées entre les 52e et 55e parallèles. L'entreprise intensifie les travaux du côté de La Grande Rivière et de la rivière Eastmain à compter de 1967. Des dizaines, puis des centaines d'hommes se succèdent sur le terrain, déposés au milieu de la taïga en hydravions et en hélicoptères, pour effectuer des relevés géodésiques et des études géologiques qui détermineront les sites propices au développement de centrales hydroélectriques sur le territoire.
Mais vers la fin de l'année, Hydro-Québec doit réduire ses activités d'exploration en raison d'une réduction générale des budgets de l'entreprise. Malgré le caractère sporadique des campagnes d'exploration menées entre 1968 et 1970, Hydro-Québec poursuit le travail d'analyse, puisqu'elle dispose déjà d'un grand nombre de données montrant le potentiel de développement.

## Le Projet du siècle

### Contexte

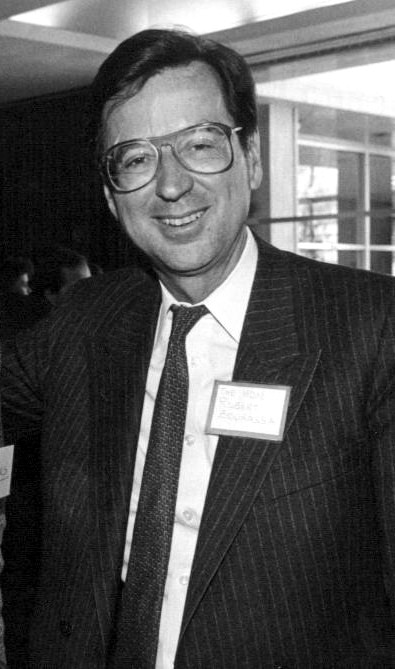
Robert Bourassa

Le 16 décembre 1969, le député Robert Bourassa rencontre le président d'Hydro-Québec, Roland Giroux. Au terme de long déjeuner au Café du Parlement, Bourassa devient convaincu que le projet est « une chose probable et souhaitable » et utilise cet argument pour convaincre les militants du Parti libéral du Québec de l'élire comme chef de parti en janvier 1970. Il fait ensuite du développement hydroélectrique en général, et de la Baie-James en particulier, un des principaux thèmes de sa carrière politique. Arrivé au pouvoir à la faveur de l'élection générale de 1970, il place le développement de la Baie-James parmi ses priorités.
Pour Robert Bourassa, le développement du projet de la Baie-James répond à deux priorités. Dans L'énergie du Nord, un essai publié en 1985, Bourassa soutient que « le développement économique du Québec repose sur la mise en valeur de ses richesses naturelles ». Par ailleurs, Bourassa estimait en 1969 que la demande dépasserait l'offre par 11 000 mégawatts dès 1983, rejoignant les prévisions faites à l'époque par Hydro-Québec.
Six mois à peine après son élection, Bourassa commence à travailler les détails du projet avec son conseiller, le financier Paul Desrochers. Les deux hommes rencontrent secrètement Roland Giroux et Robert A. Boyd pour faire le point en septembre 1970. Au milieu de la crise d'Octobre, Bourassa quitte même le Québec pour se rendre à New York, pour convenir des modalités de financement d'un projet évalué à l'époque à entre 5 et 6 milliards de dollars.
Bourassa saisit le Conseil des ministres de son plan en mars 1971 et précise qu'il favorise l'engagement de la firme américaine d'ingénieurs Bechtel pour coordonner les travaux. On choisit le 30 avril 1971, date du premier anniversaire du retour au pouvoir des libéraux, pour faire l'annonce devant un rassemblement de 5 000 militants du Parti libéral du Québec au Petit Colisée de Québec. Selon des journalistes témoins de la scène, son discours se termine dans un enthousiasme indescriptible, quand il lance : « Il ne sera pas dit que nous vivrons pauvrement sur une terre aussi riche ».
Dans une entrevue qu'il accordait au quotidien montréalais La Presse en 1979, Bourassa résume ses objectifs :

« Il faut se rappeler du contexte de l'époque. [...] Il ne s'agissait pas seulement de mettre le Québec à l'abri d'une pénurie d'énergie au début des années 80, mais aussi, de la mise en route d'un projet qui allait nous permettre de tenir la promesse que nous avions faite de créer 100 000 emplois. Et, surtout, d'offrir aux Québécois traumatisés par la crise d'octobre un nouveau sujet de fierté et d'enthousiasme collectif. Une nouvelle raison d'avoir confiance... »

### Lobby pro-nucléaire
Tout de suite après l'annonce, des voix s'élèvent contre le développement du projet. Depuis plusieurs années, un lobby favorisant le développement de l'énergie nucléaire est actif à l'intérieur d'Hydro-Québec, lobby qui s'était exprimé au moment de la décision d'investir dans le projet de la chute Churchill, au Labrador. Plusieurs porte-paroles du Parti québécois, notamment le député Guy Joron et le conseiller économique Jacques Parizeau prêtent leur voix à cette opposition. Dans une entrevue qu'il accorde au Devoir, l'économiste, qui sera plus tard premier ministre du Québec, se fait ironique. « Ce n'est pas parce qu'il y a une rivière canadienne-française et catholique qu'il faut absolument mettre un barrage dessus ».
Les grands patrons d'Hydro-Québec — dont le président Roland Giroux et les commissaires Yvon De Guise et Robert A. Boyd — sont cependant solidement derrière le projet de développement d'un complexe hydroélectrique dans le Nord du Québec. Le financier Giroux soutient que les bailleurs de fonds internationaux « sont encore très méfiants vis-à-vis du nucléaire. Si on leur apporte un bon projet hydroélectrique, et celui de la Baie-James en est un, ils vont vite montrer où va leur préférence ». L'ingénieur Boyd invoque l'incertitude qui plane déjà à cette époque sur l'énergie nucléaire, recommande de maintenir une certaine expertise dans ce domaine mais soutient qu'il faut « repousser cette échéance le plus loin possible ».
Bourassa reçoit un appui inattendu lors d'une rencontre avec le Président du conseil des ministres de l'URSS, Alexis Kossyguine. De passage à Montréal le 20 octobre 1971, le leader soviétique donne raison au chef du gouvernement québécois : 

« Tant que vous aurez des ressources électriques importantes potentiellement disponibles, efforcez-vous de les mettre en valeur plutôt que de construire des centrales nucléaires en lesquelles moi, pour ma part, je n'ai pas pleinement confiance et que nous construisons en URSS parce que nous n'avons vraiment plus de rivières valables à harnacher. »

Les partisans de l'énergie nucléaire prêchaient toutefois dans le désert. « Il faut noter qu'en décembre 1969, des études avaient déjà confirmé sans l'ombre d'un doute que le développement hydroélectrique était plus économique que la filière nucléaire », dira Bourassa dans L'Énergie du Nord.

### Rôle d'Hydro-Québec

#### Projet de loi 50
Le 23 juin 1971, le gouvernement dépose un projet de loi créant la Société de développement de la Baie James, dont le mandat initial est « de réaliser le développement intégré du territoire de la Baie ; pour ce faire, elle devait se doter de filiales dans les secteurs hydraulique, minier, forestier, touristique, etc. », inspiré du modèle de la Tennessee Valley Authority, créée par le président américain Franklin Delano Roosevelt durant la Grande Dépression. Dans un ouvrage qu'il publie lors de la campagne électorale de 1973, M. Bourassa écrit que la Baie-James serait « pour le Québec le fer de lance de sa nouvelle économie et de la place qu'il doit occuper dans la Confédération canadienne et en Amérique du Nord ».
Robert Bourassa est fermement convaincu d'accorder la maîtrise d'œuvre à l'entreprise privée, réservant à Hydro-Québec un rôle minoritaire dans l'entreprise. Le premier ministre se méfie de la puissante société d'État, qui est devenue, dans les années 1960, la principale entreprise du Québec. L'historien Paul-André Linteau écrit qu'à cette époque, Hydro-Québec « prend l'allure d'un "État dans l'État" ».
Refusant d'être reléguée au second rang, la haute direction d'Hydro entreprend un lobby auprès des décideurs politiques et des éditorialistes. Giroux affirme que la présence de la société d'État est nécessaire pour obtenir la confiance des marchés financiers. Ses efforts portent fruit lorsque le chef de l'Union nationale, Jean-Jacques Bertrand, le péquiste Camille Laurin et le directeur du Devoir, Claude Ryan, questionnent le gouvernement sur la « nécessité de créer "une deuxième Hydro" pour développer les rivières du Nord ».
Au terme d'un débat houleux, l'Assemblée nationale du Québec adopte la loi 50 le 14 juillet 1971, jour du 38e anniversaire de naissance du premier ministre. La loi créée la Société de développement de la Baie-James (SDBJ), qui sera chargée du développement du territoire de 350 000 km2 situé entre les 49e et 55e parallèles. Le premier ministre et ses conseillers, Paul Desrochers et le ministre de l'Éducation, l'ingénieur Guy Saint-Pierre, ont toutefois dû consentir à des amendements accordant une participation majoritaire d'Hydro-Québec au capital de ce qui devait être une filiale de la SDBJ chargée de développer le potentiel hydro-électrique de la Grande Rivière.

#### Bras de fer Giroux-Nadeau
Ce partage des tâches est cependant loin de satisfaire la direction d'Hydro-Québec. Dans une atmosphère d'intrigue, le premier ministre confie la présidence de la SDBJ à un administrateur du domaine de l'assurance, Pierre A. Nadeau, en septembre 1971. Roland Giroux représentera Hydro-Québec au sein du conseil d'administration de cinq membres, composé principalement de financiers. Mais les choses avancement lentement. Le 21 décembre 1971, la Société d'énergie de la Baie James (SEBJ) est créée et obtient la responsabilité de l'ingénierie et de la construction des ouvrages hydroélectriques eux-mêmes (centrales et barrages). Hydro-Québec sera l'actionnaire majoritaire de la société,
La divergence entre Nadeau et Giroux porte notamment sur la gérance du projet : Nadeau souhaite confier la gérance à l'un des deux consortiums de firmes d'ingénieurs-conseils qui ont offert leurs services. Or, les offres de consortiums dirigés par Surveyer, Nenniger et Chênevert (SNC) et Asselin, Benoît, Boucher, Ducharme et Lapointe (ABBDL) laissent peu de place à Hydro-Québec. Par la voix de Boyd, Hydro-Québec soutient qu'elle doit conserver la maîtrise d'œuvre et qu'elle s'associera à des entreprises qui ont de l'expérience dans la gestion de chantiers majeurs, comme l'américaine Bechtel, dont le travail a été apprécié dans le cadre de la construction du projet des chutes Churchill.
La guerre larvée pour le contrôle du projet conduira au départ du président de la SDBJ et à l'arrivée de l'ingénieur Robert Boyd d'Hydro-Québec à la présidence de la SEBJ, au cours de l'été 1972. La victoire d'Hydro-Québec sera totale : elle souscrit 700 millions de dollars au capital de la SEBJ et le gouvernement amende la loi constitutive de la société pour limiter le capital souscrit à ce montant, ce qui rend la SEBJ une filiale à propriété exclusive d'Hydro-Québec.

## Configuration du complexe

### Choix du site

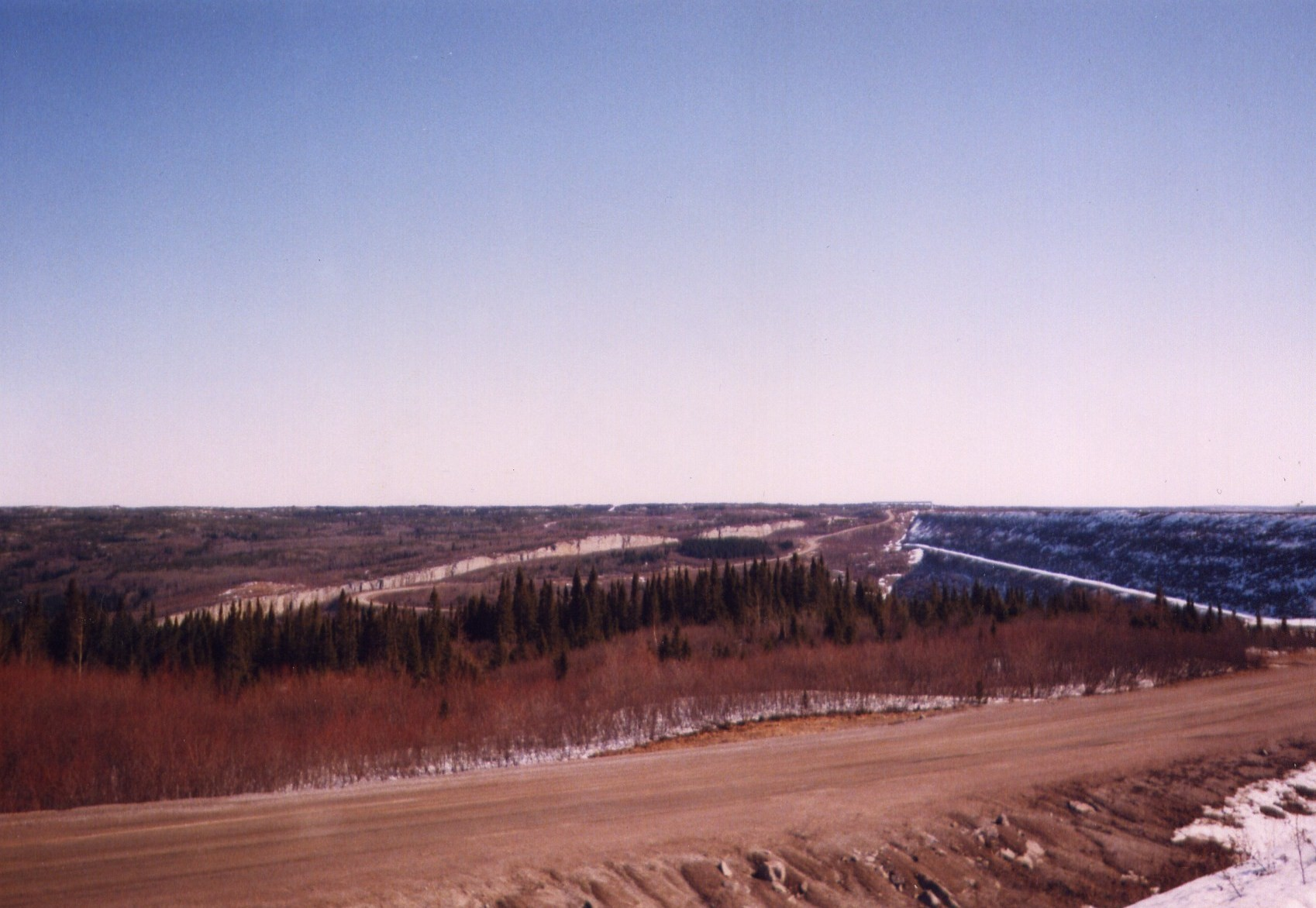
Site du barrage La Grande-II. L'évacuateur de crue, vu de côté, est au centre de l'image. Le barrage est situé à droite.

Reste à prendre la décision de choisir la rivière qui sera développée en premier : NBR ou La Grande. En octobre 1970, Hydro-Québec confie à deux firmes d'ingénieurs, Rousseau, Sauvé, Warren (RSW) et Asselin, Benoît, Boucher, Ducharme et Lapointe (ABBDL) le mandat de proposer une solution. Six mois plus tard, c'est l'impasse. Bien que les deux rapports concurrents concluent à la faisabilité des deux projets, ils ne s'entendent pas sur lequel est préférable. Sous l'impulsion de l'ingénieur François Rousseau, RSW propose La Grande et ABBDL se prononce en faveur des rivières plus au sud. De nouvelles études réalisées en 1971 écarteront toutefois le projet NBR, en raison de la nature des sols argileux de cette région qui posaient des difficultés techniques.
Le choix de la rivière La Grande est annoncé en mai 1972. Il comprend la construction de quatre centrales sur la Grande Rivière et la dérivation des rivières Caniapiscau, Opinaca et Eastmain vers le bassin versant de la Grande Rivière, doublant ainsi son débit à l’embouchure.
Des études d'optimisation précisent le schéma d'aménagement en janvier 1974. Le projet, tel que défini à l'époque, comprend un bassin versant total de 177 430 km2 et comprend quatre centrales d'une puissance totale de 10 190 MW et produira 67,8 TWh d'énergie à un facteur d'utilisation prévu de 80 %.

### Configuration définitive
Au cours des années suivantes, certaines considérations modifieront la configuration du complexe. Ainsi, Hydro-Québec constate que les besoins en puissance croissent plus rapidement que les besoins en énergie, ce qui amènera le promoteur à modifier ses plans pour relever la cote de LG-3 et construire le suréquipement de LG-3 et LG-4 dès la phase initiale. L'emplacement choisi pour la centrale La Grande 1 sera également déplacé du kilomètre 71 au kilomètre 37, en raison de contraintes environnementales et on envisage le développement ultérieur du potentiel du réservoir de Caniapiscau, où pourraient être construites deux centrales supplémentaires.
La configuration du projet prend sa forme définitive à compter de 1978. C'est à cette date que le complexe est scindé en deux phases : une première phase avec trois centrales seulement. La construction d'une seconde phase, dont la réalisation dépendra des besoins futurs d'Hydro-Québec, comprend le suréquipement de LG-2, LG-1, deux centrales sur la rivière Laforge, une autre à l'embouchure du réservoir de Caniapiscau et une dernière sur la rivière Eastmain, en amont du détournement.

## Opposition des Cris

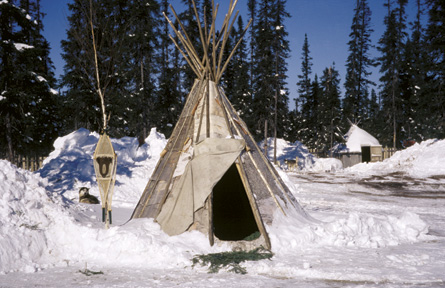
Tipi d'écorce de la Baie-James.

En avril 1971, le projet est annoncé et les Cris, qui n'avaient pas été consultés ni par le gouvernement ni par Hydro-Québec, apprennent du même coup l'inondation d'une partie de leur territoire et l'envergure des travaux.
Bien que les Cris du Québec utilisaient la région pour la chasse, la pêche et le piégeage, aucune route d'accès permanente n’existait avant 1971 ; les voies d'accès existantes prenaient fin à Matagami et à Chibougamau. L’opposition initiale au projet était vive chez les 5 000 Cris de la Baie-James, les 3 500 Inuits du Nord du Québec et certains groupes de conservation de la nature[Qui ?] qui affirmaient que le gouvernement du Québec n’avait pas respecté son engagement de 1912 de s’entendre gré à gré avec les autochtones de la région et que le projet hydroélectrique détruirait leurs territoires traditionnels de chasse, de pêche et de piégeage. De plus, les Cris et les Inuits n’avaient pas été informés de la nature du projet avant le début des travaux de construction de la route de la Baie-James, à l'été de 1971.
Après des négociations difficiles, ponctuées de plusieurs requêtes devant les tribunaux, les gouvernements du Canada et du Québec et les représentants des Cris et des Inuits du Québec se sont entendus en novembre 1975 sur la Convention de la Baie-James et du Nord québécois. On considère que l'on doit la Convention à la détermination du chef Billy Diamond à qui le juge Malouf avait donné raison en 1973, bien que ce jugement ait ensuite été renversé en appel. La Convention accordait aux Cris et aux Inuits des droits exclusifs de chasse et de pêche sur des territoires d’une superficie totale d’environ 170 000 km2 ainsi que des compensations financières à court et à moyen termes d’environ 225 millions CAD. En contrepartie, le gouvernement du Québec obtenait le droit de développer les ressources hydrauliques, minérales et forestières du Nord du Québec. La future centrale La Grande-1 devait aussi être construite plus loin que prévu du village cri de Fort George.
La Convention prévoyait aussi un suivi environnemental très serré de tous les aspects du projet, allant de la construction des réservoirs et des routes à l'installation des lignes de transmission à haute tension, et prévoyait la mise sur pied d’un processus d’évaluation environnementale pour tout futur projet dans la région. La convention précise, toutefois, que les Cris et les Inuits ne sauront s’opposer à un futur projet hydroélectrique en raison de ses impacts sociaux.
Le projet de la Baie James a eu des impacts sociaux allant à l'encontre du mode de vie traditionnel des habitants de la région. Les travailleurs du Sud du Québec et la construction de la route de la Baie James ont amené des problèmes graves, dont l'alcoolisme, l'abus de drogues, la prostitution et la violence familiale. Les gens de la région ont dû s'adapter aux changements et trente ans plus tard, des Cris sont même à l'emploi d'Hydro-Québec.

## Relations de travail
Les nombreux chantiers créés par le projet de la Baie-James furent fréquentés par près de 185 000 travailleurs dont 18 000 au plus fort des travaux. Les conditions de travail, au début précaires, furent grandement améliorées par les infrastructures construites par la SDBJ. Seulement au chantier de La Grande-2, on construisit une cafétéria pouvant servir 6 000 repas en 1 h 30.
Ayant appris à leurs dépens les difficultés des relations de travail sur les grands chantiers et les risques de retards associés à des mouvements de grève coûteux, les dirigeants d'Hydro-Québec cherchent des moyens afin de pacifier la vie de chantier à la Baie-James. Les dirigeants d'Hydro-Québec espèrent ne signer qu'un petit nombre de « conventions collectives de chantier » qui prévoient un mécanisme d'indexation des salaires sur une durée de dix ans en échange d'une « paix syndicale ». Des pourparlers s'amorcent en 1972 entre des représentants du gouvernement, d'Hydro-Québec et de la Fédération des travailleurs du Québec (FTQ), le syndicat qui représente la majorité des travailleurs du chantier.
Les négociations deviennent plus difficiles en 1973, lorsque la FTQ demande l'exclusivité de l'embauche par la création de bureaux de placement gérés par le syndicat. Hydro-Québec, qui embauche par le biais des bureaux de placement du gouvernement du Québec, ne peut accepter cette concession. Les deux parties se rencontrent une dernière fois le 22 août 1973. Les pourparlers, auxquels assiste pour la première fois le président de la FTQ, Louis Laberge, marquent l'échec du processus, le syndicat informant le gouvernement qu'il refuse de signer un contrat à long terme ou de renoncer à son droit de grève.

### Saccage de la Baie-James
Le 21 mars 1974, de fortes luttes entre travailleurs, engendrées par le maraudage syndical entre des membres de la Fédération des travailleurs du Québec (FTQ) et de la Confédération des syndicats nationaux (CSN), ont dégénéré en ce qui est désormais connu comme étant le « saccage de la Baie-James ». Des ouvriers saccagent et mettent à feu le campement de LG2 ainsi qu'un réservoir de carburant. Ils détruisent également une génératrice. Les travailleurs sont évacués et réintègrent le chantier 55 jours plus tard, le 9 mai. Au total, les coûts directs et indirects du saccage de la Baie-James s'élèveraient à 35 millions de dollars.
Ces événements ont joué un rôle primordial dans la décision du gouvernement provincial de l'époque d'instituer, une semaine après les événements, une commission chargée d'enquêter sur la liberté syndicale dans les chantiers de construction. La commission Cliche révélera au grand jour plusieurs pratiques syndicales indésirables, pointant particulièrement du doigt la FTQ et le Conseil des métiers de la construction dont le directeur général, André Desjardins, devra démissionner.
Le rapport de la Commission Cliche n'a pas pour autant fait cesser les relations de travail houleuses qui ont caractérisé le chantier de la phase I, qui a été marqué par cinq autres conflits de travail, entre 1975 et 1980 :
- 14 février 1975 : Grève de 90 policiers de la municipalité de la Baie-James — 31 jours
- 20 août 1976 : Grève de 3 000 travailleurs de la construction — 20 jours
- 29 juillet 1978 : Grève des 180 gardiens de la municipalité de la Baie-James — 103 jours
- 17 mai 1979 : Grève de 700 inspecteurs — 70 jours
- 11 août 1980 : Grève de 1 100 employés de cuisine et de cafétéria — 30 jours

## Le projet Grande-Baleine
Pendant la construction de la deuxième phase du projet de la Baie-James, le gouvernement du Québec et Hydro-Québec ont annoncé leur intention de procéder avec la construction du Complexe Grande-Baleine, centré sur la Grande rivière de la Baleine, la Petite rivière de la Baleine et la rivière Coast, dans le Nunavik, au nord de la région de la Baie-James. Prévu nommément dans la Convention de la Baie-James et du Nord québécois de 1975, le Complexe Grande-Baleine comprend l’aménagement de trois centrales sur la Grande rivière de la Baleine, qui a une dénivellation de 400 m sur une distance de 370 km, la dérivation des eaux de la Petite rivière de la Baleine et de la rivière Coast vers le bassin versant de la Grande rivière de la Baleine et la création de quatre réservoirs hydrauliques. Les deux bassins versants ont une superficie totale de 59 000 km2, dont 20 % est couverte d'eau douce. La création des réservoirs, y compris le rehaussement du niveau du lac Bienville, aurait inondé environ 1 667 km2 de territoire, soit 3 % de la superficie des deux bassins versants.
Les chasseurs et pêcheurs cris et inuits des villages jumelés de Whapmagoostui et de Kuujjuarapik, à l'embouchure de la Grande rivière de la Baleine, auraient perdu certains territoires de chasse limitrophes, mais l’ouverture de nouvelles routes aurait facilité l’accès aux zones de chasse de l’intérieur et leur aurait permis de mieux répartir leurs activités de chasse et de pêche sur l’ensemble du territoire. En 1993, environ 30 % de l’approvisionnement en nourriture des habitants de la région provenaient encore de la chasse et de la pêche.
Avec une puissance installée de 3 210 mégawatts, les trois centrales du Complexe Grande-Baleine auraient produit 16,2 TWh d’énergie annuellement, dont 11,1 TWh à la centrale Grande-Baleine-1 à quelque 40 km des villages de Whapmagoostui et de Kuujjuarapik. Le coût total des études préliminaires et des études d’impact environnemental réalisées par Hydro-Québec et ses filiales s’élevait à plus de 250 millions de dollars canadiens.

### Nouveau conflit avec les Cris
Les Cris de la Baie-James, qui étaient toujours en train d’assimiler les changements culturels et économiques massifs associés à l’ouverture de la route de la Baie-James en 1974, s'inquiétaient de l’impact du prolongement de la route de Radisson vers le village de Whapmagoostui et de la reprise des grands chantiers de construction dans la région. Dès le début des années 1980, le débit naturel de la Grande Rivière et des rivières Eastmain, Opinica et Caniapiscau avait subi des changements importants et environ 4 % des territoires traditionnels de chasse des Cris avaient été inondés par les réservoirs, dont 10 % des territoires des chasseurs du village de Chisasibi. Au même moment, l’accès aux territoires éloignés de la région du réservoir de Caniapiscau et de la frontière du Labrador, était grandement facilité par l'ouverture de la route de la Baie-James, la création des grands réservoirs, et l'utilisation de plus en plus intensive de motoneiges et d'avions de brousse par les chasseurs cris.
Les Cris de la Baie-James, dont les Cris de Whapmagoostui, et les Inuits du village de Kuujjuarapik se sont opposés avec fermeté à ce nouveau projet, craignant l'impact sur leurs communautés et sur l'environnement. Le Grand Conseil des Cris, dirigé par Matthew Coon Come, a intenté plusieurs recours contre Hydro-Québec, au Québec, au Canada et dans plusieurs États américains, afin d'arrêter le projet ou de faire stopper les exportations d'électricité québécoise vers les États-Unis. Ces poursuites devant l'Office national de l'énergie, la Cour supérieure du Québec et la Cour suprême du Vermont ont été déboutées,.
Parallèlement à l'action judiciaire, les dirigeants cris lancent une campagne de relations publiques agressive, attaquant le projet Grande-Baleine, Hydro-Québec et le Québec en général. Ils trouvent des alliés parmi les grands groupes écologistes américains dont Greenpeace, Audubon et le Natural Resources Defense Council (NRDC), auquel participe le fils de l'ancien ministre de la Justice américain Robert F. Kennedy Jr.
Particulièrement actif, le NRDC utilise le projet de Grande-Baleine pour lever des fonds auprès de ses membres et sympathisants en accusant Hydro-Québec, et par extension le gouvernement du Québec, de xénophobie, d'« armageddon écologique » et d'empoisonnement délibéré des Cris au mercure.
De son côté, l'organisme canadien Probe international a été accusé par le Tribunal international de l'eau d'Amsterdam d'avoir déformé un jugement en date du 20 février 1992 qui émettait des réserves par rapport au projet Grande-Baleine, dans le but de noircir la réputation d'Hydro-Québec.

### Annulation du projet
La campagne des Cris et de ses alliés canadiens et américains, menée tambour battant aux États-Unis et en Europe, exaspère même les groupes écologistes québécois plus nuancés à l'égard du projet. Ils dénoncent les « grossièretés » du NRDC, les considérant comme de l'« impérialisme environnemental », selon l'environnementaliste David Cliche.
Matthew Coon-Come a admis au cours d'une conférence publique en mars 1994 qu'Hydro-Québec constituait un « problème mineur » et que sa véritable inquiétude était plutôt liée au statut politique des communautés autochtones. « Je veux un véritable partenariat, pas juste un contrat avec Hydro-Québec. Nous voulons vivre de nos ressources naturelles et pas de la charité des gouvernements », une opinion partagée par le président d'Hydro-Québec, Armand Couture.
Les Cris et leurs alliés américains réussiront à forcer la New York Power Authority à annuler un contrat de 5 milliards $ US qu'elle avait signé en 1990 avec Hydro-Québec. Le contrat prévoyait la livraison ferme de 800 mégawatts d'électricité à cet État américain entre 1999 et 2018.
Deux mois après l'élection de 1994, le nouveau premier ministre, Jacques Parizeau, annonce, le 18 novembre 1994 que son gouvernement suspend le projet de Grande-Baleine, affirmant qu'il n'est pas nécessaire pour répondre aux besoins énergétiques du Québec.

## Rivières Eastmain et Rupert

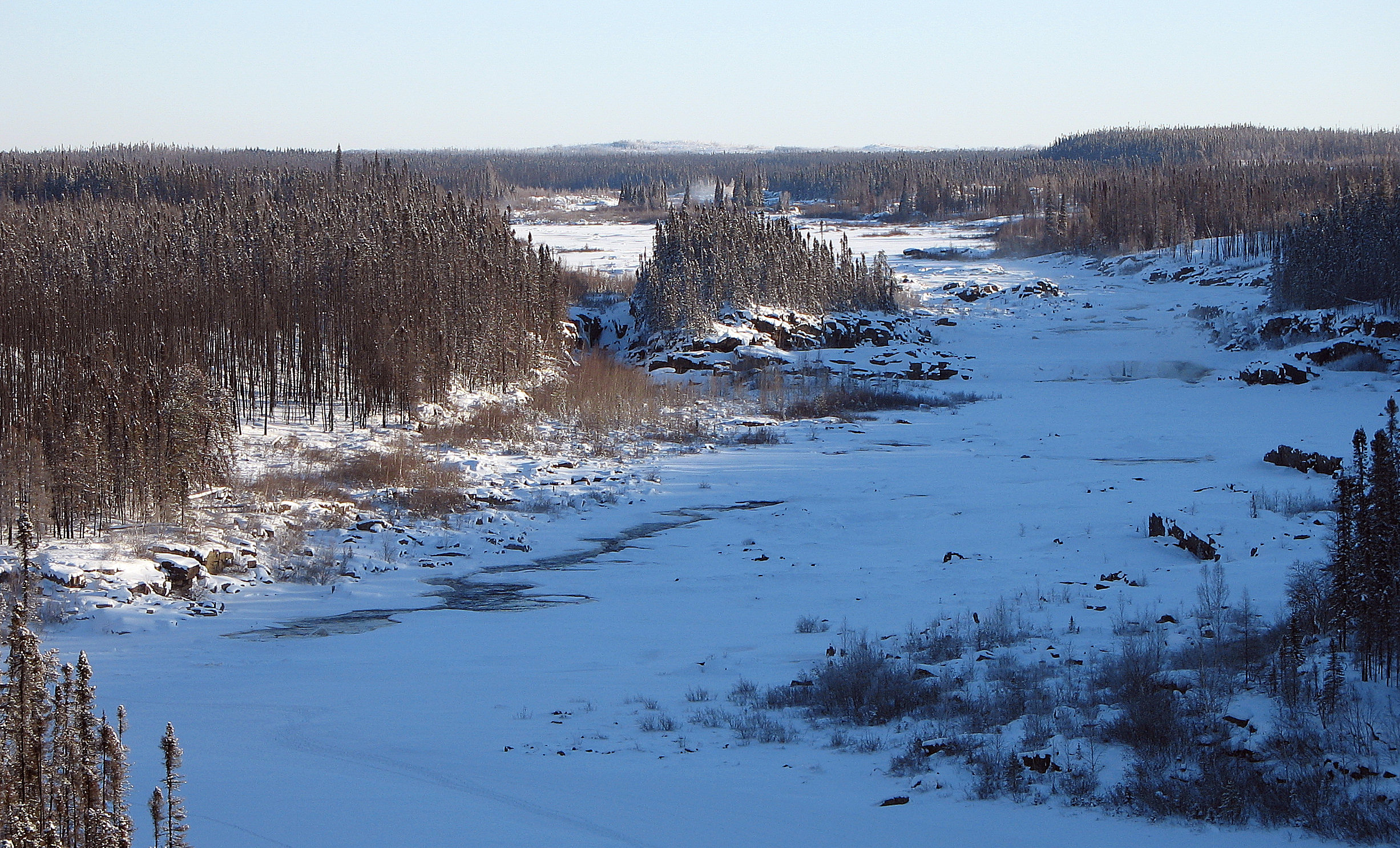
La rivière Eastmain, en décembre 2005.

### Eastmain-1
Le 7 février 2002, le premier ministre du Québec, Bernard Landry, et le Grand Conseil des Cris, alors dirigé par le Grand Chef Ted Moses, ont signé un accord historique, la « Paix des Braves », afin de jeter les bases d’une nouvelle relation entre le gouvernement du Québec et les Cris de la Baie-James. L’accord prévoit la construction du dernier volet du projet original de la Baie-James, à savoir la construction d’une centrale hydroélectrique sur le cours supérieur de la rivière Eastmain, avec une capacité installée de 480 mégawatts, et d’un réservoir d’une superficie de 600 km2 (centrale Eastmain-1 et réservoir Eastmain).
Le projet Eastmain-1, faisant partie intégrante du projet de la Baie-James de 1975, n'est assujetti à aucune évaluation environnementale supplémentaire. Lancée en 2003, la centrale est en service complet depuis avril 2007 et produit 2,7 TWh d'énergie annuellement.

### Eastmain-1-A–Sarcelle–Rupert
Le 11 janvier 2007, les travaux de construction des centrales hydroélectriques Eastmain-1-A et Sarcelle ainsi que les ouvrages nécessaires à la dérivation du cours supérieur de la rivière Rupert ont été officiellement lancés lors d'une annonce à laquelle participaient le premier ministre du Québec, Jean Charest, le Président-directeur général d'Hydro-Québec, Thierry Vandal, et le Grand chef des Cris du Québec, Matthew Muskash. Le projet nécessitera un investissement d'environ 5 milliards de dollars canadiens entre 2007 et 2012. Ce projet prévoit la dérivation d'environ 50 % du débit de la rivière Rupert (et 70 % au point de la dérivation) vers le nouveau réservoir Eastmain et le Complexe La Grande, ainsi que la construction de deux nouvelles centrales, Eastmain-1 A et Sarcelle, avec une capacité installée de 888 mégawatts. Des terres d'une superficie de 346 km2 seront inondées par le nouveau bief reliant le bassin versant de la rivière Rupert au réservoir Eastmain. Ces deux centrales produiront environ 3,2 TWh d'énergie annuellement et les centrales existantes de la Grande Rivière (Robert-Bourassa, La Grande-2 A et La Grande-1) augmenteront leur production d'environ 5,3 TWh, pour un gain net de 8,5 TWh.
La dérivation de la rivière Rupert a été autorisée par les gouvernements du Québec et du Canada à la fin de 2006 malgré l'opposition de certains Cris des communautés affectées (Waskaganish, Nemaska et Chisasibi) et de plusieurs groupes écologistes du sud du Québec. Les évaluations environnementales du projet de dérivation de la rivière Rupert, menées conjointement par les gouvernements du Québec et du Canada et des représentants du Grand Conseil des Cris du Québec, furent complétées en 2006. Les deux rapports d'évaluation étaient favorables au projet de dérivation. Les gouvernements du Québec et du Canada ont aussitôt donné leur aval à la réalisation du projet de dérivation de la rivière Rupert vers le Complexe La Grande.
Le projet hydroélectrique a été rendu possible en 2004 a mis fin à tous les litiges qui opposaient le Grand Conseil des Cris et le gouvernement du Québec au sujet du développement du territoire de la Baie-James et a ouvert la voie à une évaluation environnementale conjointe du projet de la rivière Rupert. Le Grand Chef des Cris du Québec, Matthew Muskash, élu en 2005, s'est opposé par le passé au projet de dérivation de la rivière Rupert.
Le projet de la dérivation de la rivière Rupert est le troisième projet proposé par Hydro-Québec pour la rivière Rupert. Le Complexe NBR envisagé au début des années 1970 par les ingénieurs d'Hydro-Québec pour les rivières Nottaway, Broadback et Rupert, et prévu à la Convention de la Baie-James et du Nord québécois de 1975, comprenait la construction d'une dizaine de centrales hydroélectriques d'une puissance installée d'environ 8 000 mégawatts et une production annuelle de 53 TWh. Neuf barrages étaient alors prévus sur la rivière Rupert, dont la première à moins de 5 km du village de Waskaganish, ainsi que la dérivation des eaux de la rivière Eastmain vers la rivière Rupert, au sud. Même le lac Mistassini, le plus grand lac naturel du Québec et la source de la rivière Rupert, aurait été transformé en réservoir avec un marnage d'environ 11 mètres. Bien que cette zone était plus facile d'accès que celle de la Grande Rivière, le projet avait été reporté à la suite des études géologiques du terrain qui révélaient un sol d'argile sensible, type de matériau difficile à manipuler lors de constructions de l'envergure des barrages hydroélectriques.
En 1990, Hydro-Québec a proposé une variante du Complexe NBR axée sur la construction d'une série de sept barrages sur la rivière Broadback et de deux barrages sur le cours supérieur du Rupert, avec une production annuelle de 45 TWh d'électricité; entre-temps, le cours supérieur de la rivière Eastmain avait été détourné vers la Grande Rivière). Chacun des projets de 1975 et 1990 prévoyait la création de nouveaux réservoirs qui aurait entraîné l'inondation d'environ 4 500 km2 de terres. La réalisation du « Complexe NBR » sera donc écartée définitivement par la dérivation du cours supérieur de la rivière Rupert vers le Complexe La Grande.

### Coûts
|                                                  | Estimation de 1972 | Estimation de 1974 | Estimation de base (1976) | Estimation La Grande Phase 1 (1978) | Estimation La Grande Phase 1 (1981) | Coût final (1987) |
| ------------------------------------------------ | ------------------ | ------------------ | ------------------------- | ----------------------------------- | ----------------------------------- | ----------------- |
| Puissance installée                              | 8 330 MW           | 10 340 MW          | 10 190 MW                 | 10 282 MW                           | 10 282 MW                           | 10 282 MW         |
| Production annuelle                              | 58,0 TWh           | 59,0 TWh           | 67,8 TWh                  | 62,2 TWh                            | 62,2 TWh                            | 62,2 TWh          |
| Mise en service                                  | 1980-1984          | 1980-1985          | 1980-1985                 | 1979-1985                           | 1979-1985                           | 1979-1985         |
| Aménagements hydroélectriques (en milliards CAD) | 4,3                | 8,7                | 12,0                      | 11,3                                | 10,8                                | 10,6              |
| Réseau de transport (en milliards CAD)           | 1,5                | 3,2                | 4,1                       | 3,8                                 | 3,8                                 | 3,1               |
| Coûts totaux (en milliards CAD)                  | 5,8                | 11,9               | 16,1                      | 15,1                                | 14,6                                | 13,7              |
| Paramètres des prévisions                        |                    |                    |                           |                                     |                                     |                   |
| Période                                          | 1972-1985          | 1974-1985          | 1977-1985                 | 1978-1985                           | 1982-1985                           | 1982-1985         |
| Taux d'inflation                                 | 4,0 %              | 7,0 %              | 8,0 %                     | 8,4 %                               | 9,7 %                               |                   |
| Taux d'intérêt                                   | 8,0 %              | 10,0 %             | 10,0 %                    | 10,0 %                              | 13,0 %                              | 13,0 %            |

|                                             | LG-2  | LG-3  | LG-4  | EOL | Caniapiscau | Total  |
| ------------------------------------------- | ----- | ----- | ----- | --- | ----------- | ------ |
| Construction et fabrication Génie civil     |       |       |       |     |             |        |
| Digues et barrages                          | 604   | 540   | 283   | 94  | 666         | 2 187  |
| Centrales et structures                     | 461   | 171   | 164   | 35  | 38          | 869    |
| Équipement électro-mécanique                |       |       |       |     |             |        |
| Turbine-alternateur                         | 256   | 190   | 166   | —   | 3           | 615    |
| Autres équipements                          | 97    | 72    | 82    | 14  | 10          | 275    |
| Infrastructures                             |       |       |       |     |             |        |
| Habitations temporaires                     | 66    | 53    | 55    | 11  | 49          | 234    |
| Habitations permanentes                     | 18    | 14    | 16    | —   | —           | 48     |
| Coûts de logement                           | 154   | 140   | 106   | 30  | 150         | 580    |
| Routes et ponts                             | —     | 40    | 88    | 18  | 66          | 212    |
| Aéroports                                   | —     | 5     | 10    | 3   | 9           | 27     |
| SDBJ                                        | 430   | 56    | 60    | 7   | 37          | 590    |
| Fourniture d'électricité                    | 2     | 3     | 8     | —   | —           | 13     |
| Total partiel - Construction et fabrication | 2 088 | 1 284 | 1 038 | 212 | 1 028       | 5 650  |
| Activités générales                         |       |       |       |     |             |        |
| Exploration                                 | 60    | 33    | 29    | 5   | 19          | 146    |
| Transport                                   | 89    | 73    | 60    | 13  | 53          | 288    |
| Environnement                               | 24    | 42    | 72    | 1   | 27          | 166    |
| Télécommunications                          | 12    | 7     | 6     | 1   | 5           | 31     |
| Activités générales diverses                | 29    | 15    | 9     | 2   | 9           | 64     |
| Compensation aux autochtones                | 35    | 15    | 17    |     |             | 67     |
| Total partiel - Activités générales         | 249   | 185   | 193   | 22  | 113         | 762    |
| Ingénierie                                  | 41    | 32    | 33    | 9   | 19          | 134    |
| Gérance                                     | 273   | 220   | 213   | 37  | 157         | 900    |
| Coût de base                                | 2 651 | 1 721 | 1 477 | 280 | 1 317       | 7 446  |
| Intérêts pendant la construction            | 1 156 | 870   | 764   | 74  | 252         | 3 116  |
| Coût total                                  | 3 807 | 2 591 | 2 241 | 354 | 1 569       | 10 562 |